# 托内莱罗号潜艇
托内莱罗号潜艇是由伊塔瓜伊造船廠和海軍集團共同建造的一艘巴西海軍柴电推进潜艇。托内莱罗号潜艇配备四台柴油发动机和一台电动机、导弹、鱼雷和传感器，可到达深度超过250米。
2024年3月27日，托内莱罗号潜艇在伊塔瓜伊下水。